# カイ・ソット
カイ・ザカリー・パーラド・ソット（Kai Zachary Perlado Sotto, 2002年5月11日 - ）は、フィリピンのラスピニャス出身のプロバスケットボール選手。B.LEAGUEの越谷アルファーズに所属している。ポジションはセンター。

## 経歴

### 生い立ち
フィリピンで生まれ育ち、4歳の頃からバスケットボールを始める。ティム・ダンカンやクリスタプス・ポルジンギスを目標としていた。

### ハイスクール
2016年にアテネオ・デ・マニラ大学附属高等学校に進学。2018年のUAAPバスケットボール選手権ではチームを優勝に導き、ファイナルMVPを受賞した。翌シーズンには平均25.1得点・13.9リバウンド・2.6ブロックを記録し、UAAPのジュニアMVPを受賞した。

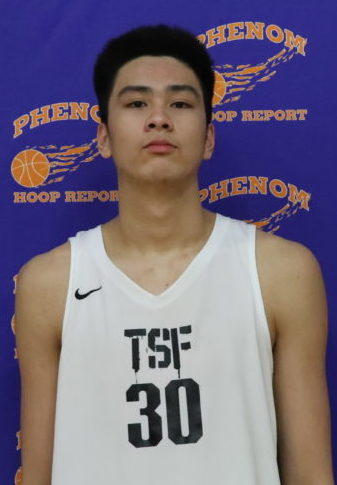
2020年のソット

2019年11月にアメリカ合衆国へ渡り、ジョージア州アトランタにあるスキルファクトリーでトレーニングを積んだ。2020年1月に行われたキング・インビテーショナル・トーナメントでは3試合で平均27得点・10.6リバウンド・4.3ブロックを記録し、MVPを受賞した。また、同年2月にシカゴで開催されたNBAオールスターウィークエンドでは、NBA主催の国際キャンプに参加した。

### リクルート
ESPNなどの主要サイトから4つ星評価され、NCAAの複数の大学からオファーを受けた。
| 氏名 | 出身                                                                                | 高校 / 大学                                       | 身長               | 体重            | コミット日 |
| --- | ----------------------------------------------------------------------------------- | ------------------------------------------------- | ------------------ | --------------- | ---------- |
| カイ・ソット C | ラスピニャス                                                                        | アテネオ・デ・マニラ大学附属高等学校 (フィリピン) | 7 ft 2 in (2.18 m) | 232 lb (105 kg) | —          |
| カイ・ソット C | リクルート スターレーティング: Scout: N/A Rivals: 247Sports: ESPN: ESPNグレード: 84 |                                                   |                    |                 |            |
| 全リクルート順位: Rivals: 70 247Sports: 54 ESPN: 65 |                                                                                     |                                                   |                    |                 |            |
| - 注意: 多くの場合、Scout、Rivals、247Sports、ESPNの間で身長、体重が一致しない可能性がある。 - これらの場合、平均をとっている。ESPNグレードは100ポイントスケールに基づいている。 出典: - “2020 Team Ranking”. Rivals.com. 2023年2月6日閲覧。 |                                                                                     |                                                   |                    |                 |            |

### NBAGリーグ・イグナイト
大学へは進学せず、2020年5月13日にNBAGリーグ・イグナイトと契約した。しかし、2020-21シーズンは新型コロナウイルスのプロトコルの問題や、フィリピン代表としてプレーしていたこともあり、開幕から欠場が続いた。その後、双方合意の上でチームから離脱。イグナイトでは1試合もプレーすることはなかった。
プロチームのイグナイトと契約したためNCAAの大学への進学資格はなく、新設されたプロリーグのオーバータイム・エリートと契約するという噂が流れた。また、年齢の問題で2021年のNBAドラフトへのエントリー資格もなかった。

### アデレード・36ers(2021-2023)
2021年4月21日にNBLのアデレード・36ersと特別指定選手として契約した。
2022年1月30日には前年優勝のメルボルン・ユナイテッドを相手に12得点・4リバウンドを記録し、勝利に貢献した。4月28日には2022年のNBAドラフトへエントリーし、複数のNBAチームとワークアウトを行ったが、指名はなかった。その後代理人を変更し、アデレードに残留することを発表した。10月28日のニュージーランド・ブレイカーズ戦ではシーズンハイの16得点を記録した。
2023年2月5日にアデレードからの退団と、海外リーグへの移籍を発表した。

### 日本でのキャリア(2023-)

#### 広島ドラゴンフライズ(2023)
2023年2月7日にB.LEAGUEの広島ドラゴンフライズと契約した。
同年6月29日、NBAサマーリーグにオーランド・マジックの一員として参加した。

#### 横浜ビー・コルセアーズ(2023-2024)
2023年12月28日に横浜ビー・コルセアーズへの期限付き移籍が発表された。

#### 越谷アルファーズ(2024-)
2024年6月21日、越谷アルファーズへの移籍が発表された。2025年1月5日に行われたシーホース三河戦で負傷し、全治6ヶ月の前十字靭帯断裂と診断された。

## 家族
父のアービン・ソットと名付け親のラニデル・デ・オカンポも元プロバスケットボール選手で、PBAでプレーしていた。

## 代表チームでの経歴
フィリピン代表として自国開催の2023年FIBAバスケットボール・ワールドカップに出場している。2024年パリオリンピック予選のラトビア戦では18得点8リバウンドを記録しチームの勝利に大きく貢献した が、続くジョージア戦で負傷した。